# Château de La Rivière (Allier)
Pour les articles homonymes, voir Château de la Rivière.
Le château de La Rivière est un édifice situé à Chareil-Cintrat, en France.

## Localisation
Le château de la Rivière, qui est l'un des quatre châteaux de la commune de Chareil-Cintrat dans le département de l'Allier, se trouve sur la rive droite de la Bouble (à environ 350 m de la rivière), en aval du château de Blanzat qui se trouve sur la rive opposée. Il est situé au sud-ouest du bourg, à environ deux kilomètres.

## Description
Le château a conservé l'apparence d'une construction austère de la fin du Moyen Âge. Il se caractérise par l'importante élévation de sa toiture en pavillon.
La demeure est établie sur le côté nord d'une vaste cour à laquelle on accède par une tour-porche, tandis que les côtés sud et ouest sont bordés par des communs.
La salle principale du manoir est pourvue d'une cheminée monumentale (3,5 m de haut sur 2,4 m de large), de style gothique flamboyant, au linteau richement décoré, avec au centre les armes des Chareil,.

## Historique
Le château est une ancienne maison forte du XIVe siècle, réaménagée au XVe siècle.
La Rivière appartient au XVIe siècle à une famille qui en porte le nom, peut-être des cadets de la famille de Chareil si l'on en juge par les armes présentes à plusieurs endroits dans le château. En 1592, la terre, ainsi que celle de Blanzat, est entre les mains de la famille Rouher. Le 17 mars 1623, Blanzat est vendu à François Chrestien, capitaine du château de Chantelle, maître d'hôtel de M. le prince, seigneur de Segange par sa femme ; par la suite, La Rivière entre aussi dans cette famille, car son fils Claude, capitaine de cavalerie, est dit seigneur de Segange, de Blanzat et de La Rivière. Dès cette époque, le château n'est plus habité que par des fermiers et apparaît comme une dépendance de Blanzat.
Blanzat et La Rivière arrivent par héritage à Antoine de Saint-Julien, comte de Flayat, fils d'une Chrestien. Par le mariage de sa fille Marguerite en 1732 avec Guy d'Ussel, baron de Châteauvert et de Crocq, ces terres entrent dans la famille d'Ussel. Léonard, marquis d'Ussel, émigre à la Révolution et ses biens sont vendus comme biens nationaux. La terre de La Rivière, toujours associée à Blanzat, est achetée par Claude Raynaud (1765-1838), fils d'un marchand fermier, et allié à beaucoup de familles notables de la région ; Claude Raynaud est maire de Chareil sous le Consulat et l'Empire. Son fils Pierre Hippolyte Raynaud est député de l'Allier de 1830 à 1834 et de 1839 à 1842 et président du conseil général de l'Allier ; il épouse Gabrielle Joséphine Thonier, nièce d'Antoine Thonier (1772-1836), devenu propriétaire en avril 1815 du château de Chareil. Le château reste dans cette famille jusqu'au XXe siècle.